# 赫伯特·泰萊·麥花臣
赫伯特·泰萊·麥花臣爵士 VC GCB KCSI（1827年1月22日—1886年8月20日），蘇格蘭阿德西爾人，是英屬印度陸軍中將。

## 外部連結
- . . 牛津大學出版社.   [2018年10月6日]. （原始内容存档于2018年10月6日）.
- . British Medals.   [2018-10-06]. （原始内容存档于2018-10-06） （英语）.